# Milan Valachovič
Milan Valachovič (* 26. srpna 1967 Brodské) je český fotbalový trenér a manažer, v letech 2019–2025 hlavní trenér druholigového klubu SK Líšeň (nynější Artis Brno).
Pochází z Brodského na slovensko-české hranici, má obojí občanství. Od roku 2000 působil v různých regionálních klubech, často velmi úspěšně. Poprvé na sebe upozornil v Hrušovanech nad Jevišovkou, když tento tým pod jeho vedením během tří let postoupil ze 7. do 4. ligy (divize D). Podobný úspěch se mu následně podařil s Palavanem Bavory. 
Tři roky Valachovič strávil na lavičce Břeclavi, s níž zaznamenal její historicky nejlepší výsledek (3. místo v MSFL 2011/12), ale také razantní zhoršení výkonnosti o dva roky později, což ho nakonec stálo pozici a odešel na další tři léta do Hlučína, kde se mu poměrně dařilo. Pak se vrátil na jih Moravy a roku 2018 si připsal další trenérský úspěch, když za jeho působení postoupil Sokol Lanžhot do divize.

## Působení v SK Líšeň
Roku 2019 dostal Valachovič prestižní nabídku z brněnského klubu SK Líšeň (od května 2025 Artis Brno), kde měl nahradit úspěšného trenéra Miloslava Machálka, pod jehož taktovkou Líšeň právě postoupila do druhé ligy a kterého k sobě přetáhl městský rival Zbrojovka. Pro Valachoviče to byla první zkušenost s trénováním v takto vysoké soutěži, ale osvědčil se – pod jeho vedením se Líšeň ve 2. lize etablovala a na jaře 2021 dokonce chvíli vedla tabulku.
V létě 2024 zde načal svou už šestou sezónu, avšak na podzim 2024 koupil líšeňský klub nový ambiciózní majitel, který od prosince do funkce hlavního trenéra získal Pavla Vrbu. Valachovič v Líšni zůstal ve funkci manažera A-týmu. Již v únoru 2025 ale klub překvapivě oznámil, že s Vrbou ukončuje spolupráci a hlavním trenérem bude opět Milan Valachovič. Nevyrovnané jarní výsledky týmu však neodpovídaly ambicím vedení a po vysoké domácí porážce 1:4 od městského rivala Zbrojovky klub 22. dubna 2025 oznámil odvolání Valachoviče z funkce hlavního trenéra. Jeho pozici navíc dlouhodobě oslabovala absence nejvyšší trenérské licence, kterou si už nehodlal doplňovat. I tak se v jeho případě jednalo o jedno z nejdelších kontinuálních trenérských angažmá v českém profesionálním fotbale.
Shodou okolností došlo k jeho odchodu z Líšně ve stejné době, kdy trenérskou náhradu začal hledat jeho předešlý klub z Lanžhota, s nímž Valachovič ostatně nepřerušil kontakt a často jeho zápasy navštěvoval jako divák. Snadno tedy došlo k dohodě a v červnu 2025 bylo oznámeno, že se Valachovič od července vrací trénovat do divizního Sokola Lanžhot.